# Nero Burning ROM
Nero Burning ROM ist ein Brennprogramm der Nero AG, das sowohl als Teil des Programmpakets Nero Multimedia Suite als auch als Einzelprodukt erhältlich ist. Es dient dem Brennen und Kopieren von optischen Discs (CDs, DVDs, Blu-rays). Auch für die Erstellung von Audio-CDs bietet es viele Funktionen. Von Version 2015 an ist mit der Nero-AirBurn-App und Nero Burning ROM das Brennen von Medien auch von Mobilgeräten aus möglich, wenn Mobilgeräte und PC mit demselben WLAN verbunden sind. Mit der Version Nero Burning ROM 2017 wurde dem Wunsch nach mehr Sicherheit Rechnung getragen, und somit bietet diese die Nero-SecurDisc-4.0-Technologie mit 256-Bit-Verschlüsselung.

## Namensgebung
Der Name Nero Burning ROM ist ein Wortspiel, insofern einerseits die Funktion des Programms beschrieben („brennt CD-ROMs“), andererseits auf den römischen Kaiser Nero angespielt wird. Dieser soll gerüchteweise die Stadt Rom in Brand gesteckt haben. Das Programmsymbol von Nero Burning ROM zeigt das brennende Kolosseum, was einen Anachronismus darstellt, da das Kolosseum erst nach dem Tod Neros erbaut wurde.

## Funktionen

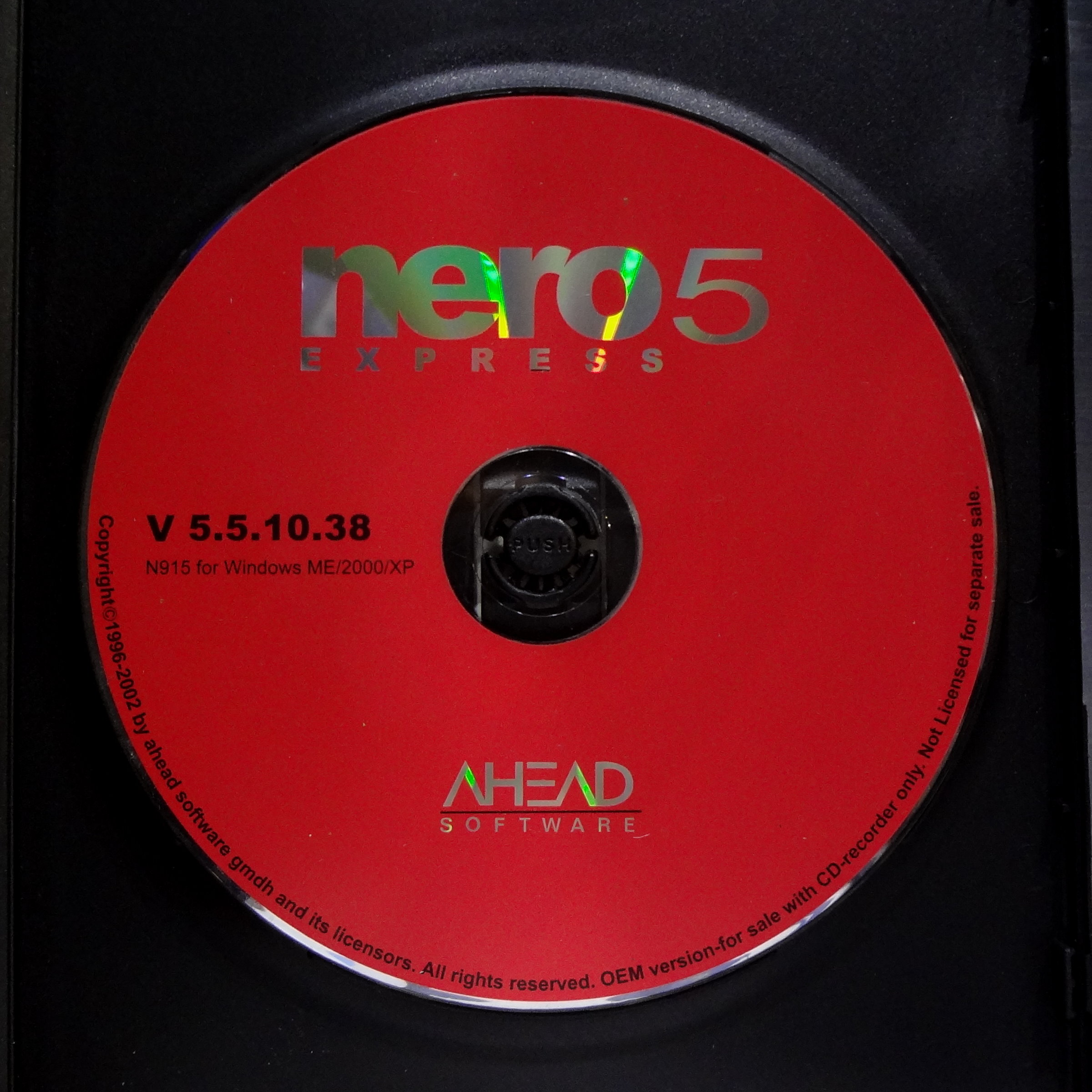
Nero Express 5.5.10.38

Bis zum Erscheinen der Version 6 war das Programm eigenständig erhältlich. In den Versionen 6 bis 9 war es nur als Teil eines Programmpakets des Unternehmens Nero AG enthalten. Ab Version 10 ist Nero Burning ROM auch wieder als separates Einzelprodukt erhältlich. Seit einigen Jahren kann das Programm neben einer Dauerlizenz (Einzelkauf einer bestimmten Version) auch im Abonnement erworben werden. Dauerlizenz bedeutet (Stand März 2022) eine Wartungsdauer von 2 Jahren. Danach erscheint eine Meldung, dass keine Updates mehr erfolgen. Ein Download älterer Versionen ist möglich.
Nero Burning ROM ermöglicht unter anderem die Erstellung von:
- Abbilddateien (Images) von Discs
- Audio-CDs
- DVD-Video-, Blu-ray- und AVCHD-Video-Discs
- bootfähigen Daten-Discs
- Daten-Discs im ISO- und UDF-Format DVD-Video-Discs
- SecurDisc-Discs

Weitere Funktionen des Programms:
- Bedrucken von Discs mit der LightScribe- und Labelflash-Technik
- Löschen von wiederbeschreibbaren Discs
- Übertragen von Titeln einer Audio-CD in verschiedene Audio-Formate auf die Festplatte
- Umwandlung von Audiodateien in andere Audioformate
- Sicheres Brennen und Weitergabe von optischen Medien mit SecurDisc 4.0 dank Passwortschutz und digitaler Signatur

Außerdem bietet Nero Burning ROM eine Anbindung an die Musikdatenbank Gracenote an, um Audiodateien zu identifizieren.
In neueren Versionen ist ebenfalls die Möglichkeit enthalten, Medien über den Nero-MediaBrowser in Kompilationen einzufügen.
Außer Nero Burning ROM enthält Nero 2017 folgende Anwendungen:
- Nero Recode ermöglicht das Abspeichern und Recodieren von Mediendateien und nicht-kopiergeschützten Film-DVDs und Blu-Rays.
- Nero MediaHome ist ein Programm zur Verwaltung und zum Anzeigen/Wiedergeben von Fotos, Videos und Musiktiteln.
- Nero Media Browser stellt die Medienbibliothek von Nero MediaHome via Drag&Drop auch für nicht-Nero-Programme zur Verfügung.
- Nero Music Recorder (nur Platinum-Version): Audiostreams (z. B. Internetradio) aufnehmen
- Nero Express enthält eine vereinfachte Bedienung von Nero Burning ROM.
- Nero Video ist ein Authoring-Programm zum Erstellen und Bearbeiten von Videos.
- Nero Disc to Device ist eine einfach zu bedienende Applikation zum direkten Konvertieren von Video-Discs und Audio-CDs auf mobile Geräte oder in die Cloud.

## Varianten
Die Software Nero Burning ROM ist in verschiedenen Varianten am Markt erhältlich. Neben der in Nero 2016 Classic oder Nero 2016 Platinum integrierten Vollversion (Retail) gibt es auch eine eigenständige Nero-Burning-ROM-Vollversion (nur Download) sowie unterschiedliche Nero-Essentials-Versionen (OEM-Versionen), die als Zubehör zu Brennern und Komplettsystemen ausgeliefert werden, aber einen geringeren Funktionsumfang aufweisen.

## Sonstiges
Die von Nero-Produkten standardmäßig erzeugten CD-Abbilder tragen die Dateiendung .NRG, jedoch können auch normale ISO-Abbilder erzeugt und gebrannt werden. Bei der Installation von Nero-Produkten wird auch die Installation einer Toolbar von ask.com angeboten. Die Installation der Toolbar muss explizit abgewählt werden.

## Versionen
Nero wird nur für Windows angeboten. 2005–2012 stand auch eine Linux-Version zur Verfügung, die jedoch eingestellt wurde.
Ab Nero Burning ROM 2015 wird Nero AirBurn als kostenlose App für iOS-, Android- und Amazon-Mobilgeräte angeboten.
Ab Version Nero 2016 wird der Nero-Streaming-Player als kostenlose App für iOS- und Android-Mobilgeräte angeboten.
Ab Nero 2016 wird Windows 10 unterstützt. Stand März 2022 erscheint jährlich eine neue Version. Für Windows 11 empfiehlt Nero einen Upgrade auf die aktuelle Version, jedoch scheinen für Windows 10 geeignete Versionen auch unter Windows 11 zu laufen.
| Bezeichnung                                                                     | Veröffentlichung   | unterstützte Betriebssysteme                                                                                        |
| ------------------------------------------------------------------------------- | ------------------ | --- |
| Nero Burning ROM 1                                                              | 1997               | |
| Nero Burning ROM 2                                                              | 1997               | |
| Nero Burning ROM 3                                                              | 1997               | |
| Nero Burning ROM 4                                                              | 1999               | |
| Nero Burning ROM 5.0                                                            | Mai 2000           | Windows 95/NT/98/98SE/2000                                                                                          |
| Nero Burning ROM 5.5                                                            | 21. März 2001      | Windows 95/NT/98/98SE/2000/XP (ab 5.5.5.1)                                                                          |
| Nero 6                                                                          | 22. August 2003    | Windows 95/NT SP6/98/98SE/ME/2000 SP4/XP/Server 2003 (Windows NT nur bis 6.3.1.25, separate Version)                |
| Nero 6.6 Reloaded                                                               | 17. Februar 2005   | Windows 98/98SE/ME/2000 SP4/XP/Server 2003 (ab 6.6.0.1)                                                             |
| Nero Linux                                                                      | 12. März 2005      | Linux (entspricht etwa dem Funktionsumfang von Nero 6.6)                                                            |
| Nero 7 Premium                                                                  | 31. Oktober 2005   | Windows 98/98SE/ME/2000 SP4/XP/XP x64/Server 2003                                                                   |
| Nero 7 Premium Reloaded                                                         | 18. September 2006 | Windows 98/98SE/ME/2000 SP4/XP/XP x64/Server 2003/Vista/Vista x64 (ab 7.5.9.0)                                      |
| Nero Linux 3                                                                    | 19. April 2007     | Linux (Oberflächengestaltung ähnelt der von Nero 7)                                                                 |
| Nero 8                                                                          | 1. Oktober 2007    | Windows 2000 SP4/XP SP1/XP SP1 x64/Server 2003 SP1/Vista/Vista x64/7/7 x64 (Windows 7 ab Home Premium, inoffiziell) |
| Nero 9                                                                          | 29. September 2008 | Windows XP SP2/XP SP2 x64/Server 2003/Vista SP1/Vista SP1 x64/7/7 x64 (Windows 7 ab Home Premium)                   |
| Nero Linux 4                                                                    | 17. September 2009 | Linux (Oberflächengestaltung ähnelt der von Nero 9)                                                                 |
| Nero 9 Reloaded                                                                 | 1. Oktober 2009    | Windows XP SP2/XP SP2 x64/Server 2003/Vista SP1/Vista SP1 x64/7/7 x64 (ab 9.4.26.0), (Windows 7 ab Home Premium)    |
| Nero 10                                                                         | 12. April 2010     | Windows XP SP3/Vista SP1/Vista SP1 x64/7/7 x64 (Windows 7 ab Home Premium)                                          |
| Nero 10 Platinum HD                                                             | 14. Oktober 2010   | Windows XP SP3/Vista SP1/Vista SP1 x64/7/7 x64 (Windows 7 ab Home Premium)                                          |
| Nero 11 Platinum, Nero 11, Nero Video 11, Nero Burning ROM 11, Nero BackItUp 11 | 5. Oktober 2011    | Windows XP SP3/Vista SP1/Vista SP1 x64/7/7 x64 (Windows 7 ab Home Premium)                                          |
| Nero 12                                                                         | 19. November 2012  | Windows XP SP3/Vista SP2/Vista SP2 x64/7 SP1/7 SP1 x64/8/8 x64 (Windows 7 ab Home Premium)                          |
| Nero Burning ROM 12                                                             | 19. November 2012  | Windows XP SP3/Vista SP2/Vista SP2 x64/7 SP1/7 SP1 x64/8/8 x64 (Windows 7 ab Home Premium)                          |
| Nero 12.5 Platinum                                                              | 27. Mai 2013       | Windows XP SP3/Vista SP2/Vista SP2 x64/7 SP1/7 SP1 x64/8/8 x64 (ab 12.5.01900), (Windows 7 ab Home Premium)         |
| Nero 2014                                                                       | 23. September 2013 | Windows XP/Vista/7/8                                                                                                |
| Nero 2014 Platinum                                                              | 23. September 2013 | Windows XP/Vista/7/8                                                                                                |
| Nero Burning ROM 2014                                                           | 23. September 2013 | Windows XP/Vista/7/8                                                                                                |
| Nero 2015 Classic                                                               | 17. September 2014 | Windows XP/Vista/7/8                                                                                                |
| Nero 2015 Platinum                                                              | 17. September 2014 | Windows XP/Vista/7/8                                                                                                |
| Nero Burning ROM 2015                                                           | 17. September 2014 | Windows XP/Vista/7/8                                                                                                |
| Nero 2016 Classic                                                               | 21. September 2015 | Windows 7/8/10 |
| Nero 2016 Platinum                                                              | 21. September 2015 | Windows 7/8/10 |
| Nero Burning ROM 2016                                                           | 21. September 2015 | Windows 7/8/10 |
| Nero Burning ROM 2017                                                           | 5. Oktober 2016    | Windows 7/8/10 |
| Nero Burning ROM 2018                                                           | 28. September 2017 | Windows 7/8/10 |
| Nero Burning ROM 2019                                                           | 26. September 2018 | |
| Nero Platinum 2020                                                              | 30. September 2019 | Windows 8.1/10 |
| Nero Platinum Suite (v.2021)                                                    | 23. September 2020 | |